# Goreville
Goreville és una població dels Estats Units a l'estat d'Illinois. Segons el cens del 2000 tenia 938 habitants.

## Demografia
Segons el cens del 2000, Goreville tenia 938 habitants, 392 habitatges, i 286 famílies. La densitat de població era de 222,2 habitants/km².
Dels 392 habitatges en un 32,9% hi vivien nens de menys de 18 anys, en un 60,7% hi vivien parelles casades, en un 9,9% dones solteres, i en un 26,8% no eren unitats familiars. En el 25,5% dels habitatges hi vivien persones soles el 14,5% de les quals corresponia a persones de 65 anys o més que vivien soles. El nombre mitjà de persones vivint en cada habitatge era de 2,39 i el nombre mitjà de persones que vivien en cada família era de 2,83.
Per edats la població es repartia de la següent manera: un 24,2% tenia menys de 18 anys, un 7,7% entre 18 i 24, un 28,1% entre 25 i 44, un 21,9% de 45 a 60 i un 18,1% 65 anys o més.
L'edat mediana era de 38 anys. Per cada 100 dones de 18 o més anys hi havia 87,6 homes.
La renda mediana per habitatge era de 33.750 $ i la renda mediana per família de 42.563 $. Els homes tenien una renda mediana de 31.848 $ mentre que les dones 21.786 $. La renda per capita de la població era de 16.491 $. Aproximadament el 8,1% de les famílies i el 12,2% de la població estaven per davall del llindar de pobresa.

## Poblacions properes
El següent diagrama mostra les poblacions més properes.